# 瓦迪哈爾比勒
36°14′N 2°38′E / 36.233°N 2.633°E

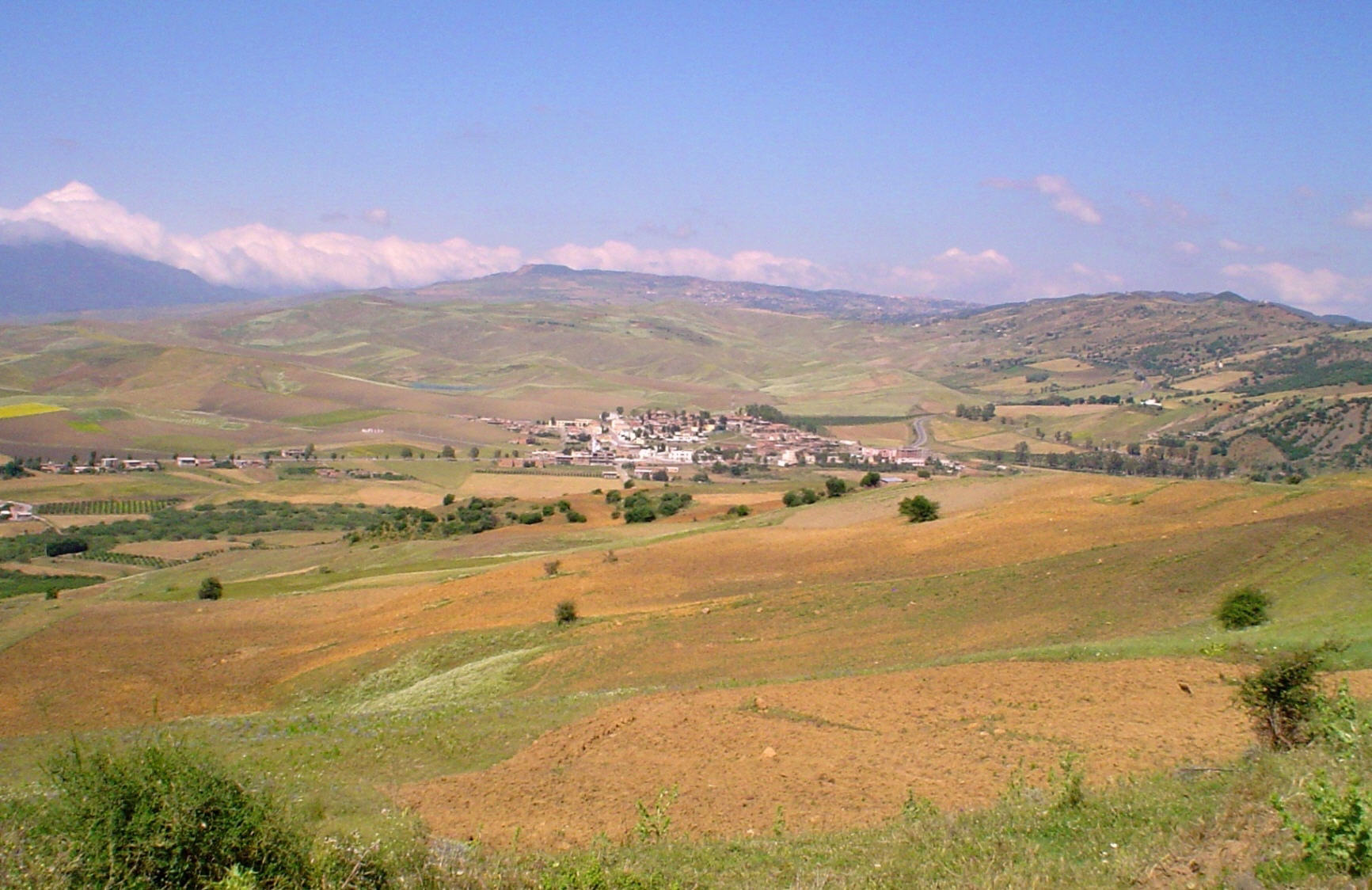

瓦迪哈爾比勒（阿拉伯语：‎），是阿爾及利亞的城鎮，位於該國北部麥迪亞省，由瓦姆里區負責管轄，面積62平方公里，海拔高度461米，2008年人口5,049，人口密度每平方公里81人。